# Championnats de France du 10 000 mètres
Ne doit pas être confondu avec Championnats de France de 10 kilomètres.
Les Championnats de France du 10 000 mètres sont organisés tous les ans par la Fédération française d'athlétisme (FFA). Les épreuves se déroulent sur piste.

## Palmarès
Note : Les éditions en gras sont intégrées directement aux Championnats de France.

### Hommes
| Année | Date         | Ville                  | Vainqueur                 | Temps          |
| ----- | ------------ | ---------------------- | ------------------------- | -------------- |
| 1960  | 22 juillet   | Colombes               | Robert Bogey              | 29 min 42 s 2  |
| 1961  | 30 juillet   | Paris                  | Michel Bernard            | 30 min 8 s 8   |
| 1962  | 4 août       | Paris                  | Robert Bogey              | 29 min 12 s 0  |
| 1963  | 3 août       | Avranches              | Guy Texereau              | 30 min 29 s 2  |
| 1964  | 1er août     | Cambrai                | Michel Bernard            | 29 min 46 s 0  |
| 1965  | 18 septembre | Paris                  | Michel Bernard            | 29 min 25 s 6  |
| 1966  | 31 juillet   | Thonon-les-Bains       | Jean Fayolle              | 29 min 20 s 4  |
| 1967  | 20 août      | Dole                   | Noël Tijou                | 29 min 22 s 4  |
| 1968  | 4 août       | Poitiers               | René Jourdan              | 29 min 16 s 8  |
| 1969  | 18 juillet   | Colombes               | Noël Tijou                | 28 min 56 s 6  |
| 1970  | 15 août      | Autun                  | Noël Tijou                | 29 min 48 s 0  |
| 1971  | 23 juillet   | Colombes               | Noël Tijou                | 28 min 19 s 2  |
| 1972  | 21 juillet   | Colombes               | Noël Tijou                | 28 min 31 s 8  |
| 1973  | 20 juillet   | Colombes               | Lucien Rault              | 28 min 47 s 0  |
| 1974  | 26 juillet   | Nice                   | Pierre Liardet            | 28 min 41 s 4  |
| 1975  | 27 juin      | Saint-Étienne          | Jean-Paul Gomez           | 28 min 54 s 4  |
| 1976  | 25 juin      | Villeneuve-d'Ascq      | Jean-Paul Gomez           | 28 min 27 s 4  |
| 1977  | 15 juin      | Lille                  | Jacky Boxberger           | 28 min 30 s 6  |
| 1978  | 21 juillet   | Paris                  | Radhouane Bouster         | 28 min 29 s 7  |
| 1979  | 10 août      | Orléans                | Dominique Coux            | 28 min 31 s 1  |
| 1980  | 27 juin      | Villeneuve-d'Ascq      | Radhouane Bouster         | 28 min 16 s 64 |
| 1981  | 17 juillet   | Mulhouse               | Radhouane Bouster         | 28 min 19 s 96 |
| 1982  | 6 août       | Colombes               | Philippe Legrand          | 28 min 27 s 29 |
| 1983  | 22 juillet   | Bordeaux               | Philippe Legrand          | 29 min 2 s 56  |
| 1984  | 29 juin      | Villeneuve-d'Ascq      | Philippe Legrand          | 28 min 45 s 98 |
| 1985  | 9 juin       | Audincourt             | Jean-Louis Prianon        | 28 min 24 s 12 |
| 1986  | 14 juin      | Cerizay                | Jean-Louis Prianon        | 28 min 35 s 85 |
| 1987  | 7 août       | Annecy                 | Philippe Legrand          | 28 min 45 s 39 |
| 1988  | 11 août      | Tours                  | Thierry Pantel            | 28 min 47 s 23 |
| 1989  | 12 août      | Tours                  | Didier Bernard            | 28 min 39 s 81 |
| 1990  | 15 juillet   | Montgeron              | Paul Arpin                | 29 min 29 s 82 |
| 1991  | 26 juillet   | Dijon                  | Bertrand Itsweire         | 28 min 33 s 03 |
| 1992  | 26 juin      | Narbonne               | Thierry Pantel            | 28 min 13 s 92 |
| 1993  | 23 juillet   | Annecy                 | Mustapha Essaïd           | 28 min 25 s 70 |
| 1994  | 13 juillet   | Saint-Maur-des-Fossés  | Mohamed Ezzher            | 28 min 25 s 08 |
| 1995  | 26 juin      | La Celle-Saint-Cloud   | Benoît Zwierzchlewski     | 28 min 30 s 80 |
| 1996  | 15 juin      | La Celle-Saint-Cloud   | Mustapha Essaïd           | 28 min 14 s 22 |
| 1997  | 29 juin      | Villeneuve-d'Ascq      | Mohamed Ezzher            | 28 min 4 s 49  |
| 1998  | 11 juillet   | Villeneuve-d'Ascq      | Larbi Zeroual             | 27 min 34 s 05 |
| 1999  | 11 juillet   | La Roche-sur-Yon       | Mohamed Serbouti          | 29 min 31 s 55 |
| 2000  | 17 juin      | Villeneuve-d'Ascq      | Driss El Himer            | 28 min 19 s 33 |
| 2001  | 13 juin      | Mulhouse               | Mustapha El Ahmadi        | 28 min 41 s 31 |
| 2002  | 5 juin       | Marseille              | Abdellah Béhar            | 27 min 47 s 56 |
| 2003  |              |                        | Loïc Letellier            | 28 min 33 s 45 |
| 2004  | 5 juin       | Toulouse               | Driss El Himer            | 28 min 33 s 84 |
| 2005  | 4 juin       | Obernai                | Driss El Himer            | 28 min 30 s 80 |
| 2006  | 16 juin      | Saint-Maur-des-Fossés  | Driss El Himer            | 28 min 12 s 76 |
| 2007  | 15 juin      | Marseille              | El Hassan Lahssini        | 27 min 59 s 93 |
| 2008  | 6 juin       | Saint-Maur-des-Fossés  | Saïd Berioui              | 27 min 59 s 36 |
| 2009  | 27 juin      | Villefranche-sur-Saône | Djamel Bachiri            | 29 min 8 s 50  |
| 2010  | 26 juin      | Villefranche-sur-Saône | Driss El Himer            | 28 min 54 s 16 |
| 2011  | 25 juin      | Saint-Amand-les-Eaux   | Stéphane Lefrand          | 28 min 38 s 82 |
| 2012  | 7 juillet    | Moirans                | Driss El Himer            | 29 min 19 s 19 |
| 2013  | 24 avril     | Saint-Maur-des-Fossés  | Riad Guerfi               | 29 min 4 s 20  |
| 2014  | 30 avril     | Saint-Maur-des-Fossés  | El Hassane Ben Lkhainouch | 28 min 29 s 49 |
| 2015  | 8 mars       | Saint-Maur-des-Fossés  | Riad Guerfi               | 29 min 9 s 69  |
| 2016  | 27 avril     | Paris                  | Freddy Guimard            | 29 min 3 s 54  |
| 2017  | 29 avril     | Pacé                   | Emmanuel Roudolff-Lévisse | 29 min 8 s 24  |
| 2018  | 14 avril     | Pacé                   | Yann Schrub               | 29 min 19 s 18 |
| 2019  | 13 avril     | Pacé                   | Mathieu Brulet            | 29 min 13 s 88 |
| 2020  | 29 août      | Pacé                   | Florian Carvalho          | 28 min 4 s 05  |
| 2021  | 29 août      | Pacé                   | Florian Carvalho          | 27 min 55 s 68 |
| 2022  | 28 mai       | Pacé                   | Jimmy Gressier            | 27 min 24 s 51 |
| 2023  | 22 avril     | Pacé                   | Valentin Gondouin         | 28 min 16 s 22 |
| 2024  | 4 mai        | Pacé                   | Félix Bour                | 27 min 37 s 66 |

### Femmes
| Année               | Date       | Ville                  | Vainqueur              | Temps          |
| ------------------- | ---------- | ---------------------- | ---------------------- | -------------- |
| 1985                | 9 juin     | Audincourt             | Maria Lelut            | 34 min 10 s 78 |
| 1986                | 14 juin    | Cerizay                | Jocelyne Villeton      | 33 min 11 s 69 |
| 1987                | 16 juillet | Paris                  | Jocelyne Villeton      | 33 min 6 s 41  |
| 1988                | 11 août    | Tours                  | Maria Rebelo           | 32 min 38 s 88 |
| 1989                | 12 août    | Tours                  | Christine Loiseau      | 33 min 31 s 18 |
| 1990                | 15 juillet | Montgeron              | Rosario Murcia         | 34 min 47 s 05 |
| 1991                | 26 juillet | Dijon                  | Annick Clouvel         | 33 min 23 s 64 |
| 1992                | 26 juin    | Narbonne               | Rosario Murcia         | 33 min 15 s 05 |
| 1993                | 23 juillet | Annecy                 | Rosario Murcia         | 33 min 0 s 96  |
| 1994                | 13 juillet | Saint-Maur-des-Fossés  | Nicole Lévêque         | 32 min 14 s 48 |
| 1995                | 26 juin    | La Celle-Saint-Cloud   | Nadia Prasad           | 32 min 30 s 01 |
| 1996                | 15 juin    | La Celle-Saint-Cloud   | Chantal Dällenbach     | 32 min 6 s 99  |
| 1997                | 27 juin    | Reims                  | Zahia Dahmani          | 32 min 10 s 21 |
| 1998                | 17 juillet | Niort                  | Muriel Linsolas        | 32 min 7 s 83  |
| 1999                |            |                        | Zahia Dahmani          | 32 min 14 s 09 |
| 2000                |            |                        | Rakiya Quétier-Maraoui | 31 min 56 s 1  |
| 2001                |            |                        |                        |                |
| 2002                |            |                        | Fatima Yvelain         | 32 min 51 s 30 |
| 2003                |            |                        |                        |                |
| 2004                |            |                        | Margaret Maury         | 32 min 44 s 22 |
| 2005 : Non disputés |            |                        |                        |                |
| 2006                |            |                        | Christelle Daunay      | 32 min 18 s 19 |
| 2007                |            |                        |                        |                |
| 2008                |            |                        |                        |                |
| 2009                |            |                        |                        |                |
| 2010                | 26 juin    | Villefranche-sur-Saône | Christine Bardelle     | 34 min 10 s 68 |
| 2011 : Annulés      |            |                        |                        |                |
| 2012                | 7 juillet  | Moirans                | Bernard                | 35 min 7 s 04  |
| 2013                | 24 avril   | Saint-Maur-des-Fossés  | Julie Chuberre         | 36 min 9 s 14  |
| 2014                | 30 avril   | Saint-Maur-des-Fossés  | Laure Funten           | 34 min 58 s 68 |
| 2015                | 29 avril   | Saint-Maur-des-Fossés  | Carmen Oliveras        | 34 min 40 s 15 |
| 2016                | 27 avril   | Paris                  | Christelle Daunay      | 32 min 43 s 38 |
| 2017                | 29 avril   | Pacé                   | Perrine Rosala-Humeau  | 35 min 47 s 05 |
| 2018                | 14 avril   | Pacé                   | Samira Mezeghrane-Saad | 33 min 20 s 01 |
| 2019                | 13 avril   | Pacé                   | Fadouwa Ledhem         | 34 min 7 s 32  |
| 2020                | 29 août    | Pacé                   | Samira Mezeghrane-Saad | 32 min 37 s 35 |
| 2021                | 29 août    | Pacé                   | Mekdes Woldu           | 33 min 3 s 02  |
| 2022                | 28 mai     | Pacé                   | Mekdes Woldu           | 32 min 11 s 72 |
| 2023,               | 22 avril   | Pacé                   | Mélanie Allier         | 33 min 18 s 75 |
| 2024                | 4 mai      | Pacé                   | Mélody Julien          | 32 min 35 s 92 |